# Post anónimo
Un post anónimo es un mensaje en un sistema de tablón de anuncios, foro de Internet, u otros foros de discusión, sin un nombre de usuario o más generalmente por utilizar un seudónimo no identificable.
Algunos los foros on-line no permiten tales mensajes, requiriendo a los usuarios registrarse bajo su nombre real o utilizando un seudónimo. Páginas web como Slashdot y Techdirt, otros como JuicyCampus, AutoAdmit, 2channel y demás imageboards basados en Futaba (como 4chan) se fundamentan en el anonimato. Los usuarios de 4chan, en particular, interactúan en un entorno anónimo y efímero que facilita la rápida generación de nuevas tendencias.

## Historia del anonimato en Internet
El origen del anonimato en Internet se puede atribuir a los grupos de noticias de Usenet a finales de los 90, donde nació la idea de utilizar correos electrónicos inválidos para publicar posts. Estos correos electrónicos falsos se empleaban para conversar sobre temas de carácter sensible. También se produjo la introducción de los remailers, que eliminaban la información del remitente de los correos electrónicos antes de reenviarlos al destinatario original. Junto con el desarrollo de los grupos cypherpunk, a mediados de 1992 surgieron muchos servicios de Internet que ofrecían facilidades para publicar anónimamente.
Los precursores de foros de Internet, como 2channel y 4chan, fueron textboards como Ayashii World y Amezou World, que proporcionaban servicios de publicación anónima en Japón. Estos "textboards anónimos a gran escala" fueron inspirados por la cultura Usenet, centrándose en temas de tecnología, a diferencia de sus predecesores.
Hoy en día, los imageboards reciben un tráfico de red tremendo proveniente de todas partes del mundo. En 2011, en el tablón más popular de 4chan, /b/, había alrededor de 35.000 hilos y 400.000 posts creados al día. Durante ese tiempo, la cantidad de contenido publicado era similar al de Youtube. Tal cantidad de tráfico de datos sugiere una amplia demanda de páginas para compartir contenido anónimamente.

## Niveles de anonimato
El anonimato en Internet puede englobar tanto la utilización de seudónimos, como la falta de autenticación (también llamado "anonimato perfecto") para publicar en una página web. El anonimato en Internet está también limitado por las direcciones IP. Por ejemplo, WikiScanner asocia ediciones anónimas de Wikipedia con las direcciones IP desde las cuales se hicieron los cambios y trata de identificar al propietario de dicha dirección IP. En otras páginas web, las direcciones IP pueden no ser accesibles públicamente y ser obtenidas solo a través de los administradores mediante procedimientos legales. A veces estas direcciones pueden no ser relacionables con el publicador de un post.

## Técnicas para publicar anónimamente
Utilizar seudónimos permite publicar posts sin revelar la identidad real. Sin embargo, estos seudónimos pueden ser rastreados usando la dirección IP del usuario. Para evitar ser rastreado con la dirección IP, es posible publicar desde un ordenador público, donde la dirección IP es usada por múltiples individuos, como en un cibercafé, y por tanto no es rastreable hasta el usuario.

### Memes
Otra forma de publicar anónimamente es a través del uso de memes. Un meme popular es el Confession Bear. Este meme se utiliza para publicar desde historias graciosas y embarazosas hasta pensamientos muy atribulados.

### Tecnología
Existen servicios anonimizadores que tratan de otorgar a sus usuarios la habilidad de publicar anónimamente ocultando su identidad. Los anonimizadores son esencialmente servidores proxy, que actúan como intermediarios entre el usuario que publica anónimamente y la página web que registra la información del usuario (como su dirección IP). El servidor proxy es el único ordenador en la comunicación que conoce la información del usuario, y provee su propia información para anonimizar al publicador. Ejemplos de tales anonimizadores incluyen yo2P y Tor, los cuales emplean técnicas como encaminamiento cebolla y encaminamiento de ajo para proporcionar encriptación mejorada a mensajes que viajen a través de múltiples servidores proxy.
Aplicaciones como PGP, que utilizan técnicas como encriptación de clave privada y clave publica, también se usan para publicar en grupos de Usenet y otros foros en línea.

## Controles y estándares legales

### China
El borrador revisado de "Servicios de Información de Internet" del gobierno chino propone que "Los proveedores de servicios de información por Internet, incluyendo microblogs, foros, y blogs, que permiten a sus usuarios publicar información en Internet, deben asegurarse de que los usuarios estén registrados con sus identidades reales".

### Filipinas
El gobierno de Filipinas aprobó la Ley de Prevención de Cibercrimen el 12 de septiembre de 2012, en la cual, entre otras cosas, otorga al Departamento de Justicia la capacidad de "bloquear acceso a 'datos informáticos' que violen la Ley; en otras palabras, una página web albergando contenido difamatorio podría ser cerrada sin orden judicial".

### Reino Unido
El proyecto de ley del gobierno del Reino Unido titulado "Proyecto de ley sobre difamación", propuesto el 10 de mayo de 2012, busca permitir a los operadores de páginas web la posibilidad de ceder información sobre los usuarios publicadores de contenido presuntamente difamatorio en su web. La conformidad busca otorgar una vía de escape a los propietarios de comunidades en línea ante posibles reclamaciones por difamación, en tanto en cuanto acepten ceder, bajo petición, los detalles de usuarios relativamente anónimos. El proyecto de ley, que se encuentra todavía bajo proceso, ha recibido fuerte criticismo por no estar suficiente detallado como para preservar los aspectos más positivos de la publicación de posts anónimos.

### Estados Unidos
En los Estados Unidos, el derecho de expresarse anónimamente en Internet está protegido por la Primera Enmienda y otras varias leyes. Estas leyes restringen la habilidad del gobierno y de litigantes civiles de obtener la identidad de hablantes anónimos. La primera enmienda enuncia que "El Congreso no hará ninguna ley ... reduciendo la libertad de expresión, o de prensa".[15] Este protección ha sido interpretada por la Corte Suprema de los Estados Unidos como deber a proteger el derecho de hablar anónimamente fuera de Internet.
Por ejemplo, en McIntyre contra la Comisión de Elecciones del Ohio, el Tribunal Supremo anuló una ley de Ohio que prohibía la distribución de panfletos electorales anónimos, afirmando que "la decisión del autor de permanecer anonimo ... es un aspecto de la libertad de expresión, protegida por la Primera Enmienda" y que el "panfletismo anónimo no es una práctica perniciosa ni fraudulenta, sino una tradición honorable de incidencia política y de disentir", así como un “escudo” contra la llamada tiranía de la mayoría. Varios tribunales han interpretado estas protecciones para extenderlas al mundo de Internet.
Identificar al autor de un post anónimo puede requerir una citación Doe. Esta envuelve obtener acceso a la dirección IP del publicante mediante la página web alojante. La corte puede entonces ordenar a una ISP a identificar al suscriptor que tiene asignada esa dirección IP. Peticiones de tal información son en su mayoría fructíferas, aunque algunos proveedores establecen un plazo finito de retención de datos (en concordancia con la política de privacidad de cada una—las leyes locales podrían especificar un mínimo y/o un plazo máximo). El uso de direcciones IP ha sido objetado últimamente como manera válida para identificar a usuarios anónimos.
El 21 de marzo de 2012, el Senado del Estado de Nueva York introdujo el proyecto ley numerado S.6779 (y A.8668), etiquetado como la "Ley de Protección en Internet". Este proyecto propone otorgar a los administradores web de una página web alojada en Nueva York la capacidad para eliminar comentarios anónimos, a menos que el autor original acepte identificarse en el post.

## Anónimo posting en comunidades on-line
Las comunidades on-line muestran posturas sobre los posts anónimos. Wikipedia permite edición anónima en la mayoría de los casos, pero no etiqueta a los usuarios; identificándolos por su dirección IP en su lugar, y refiriéndose a ellos mediante términos neutros como "anons" o "IPs".
Muchos los tablones de anuncios on-line requieren que los usuarios se registren para escribir—y, en algunos casos, incluso para leer—posts. 2channel y otros tablones de imagen basados en Futaba toman una postura opuesta, animando el anonimato, y en el caso de páginas web basadas en Futaba de habla inglesa, llamando a quienes usan nombres de usuario y tripcodes como “namefags” y “tripfags”, respectivamente. Cuando es requerido por ley, incluso comunidades como 4chan requieren el registro de direcciones de IP de tales publicadores anónimos. Tal información sólo puede ser accedida por el administrador de la página particular, aunque puede ser cedida a las autoridades por orden judicial.
Slashdot desalenta la publicación de posts anónimos mostrando "Cobarde Anónimo" como autor de cada post anónimo. El término ligeramente derogatorio está pensado para retar a los contribuidores anónimos a conectarse.

## Ramificaciones

### Efectos en usuarios
Los efectos de la publicación de posts anónimos se ha relacionado con el efecto de desinhibición en línea en usuarios, pese a haber sido categorizado entre desinhibición benigna o tóxica. La desinhibición puede resultar en un mal comportamiento, pero también puede mejorar las relaciones entre usuarios. También puede resultar en mayor sinceramiento entre los usuarios de Internet, permitiendo un acercamiento emocional y apertura en un contexto social seguro.
La comunicación anónima por ordenador también ha sido relacionada con un aumento del auto-estereotipado. Aunque ha sido enlazado a efectos apreciables en diferencias de género, solo cuando en el tema se aprecia similitud y encaja con el estereotipo de género.
Un estudio de 2015 sugirió que las secciones de comentarios anónimas en noticias son más susceptibles a comentarios anti-cívicos, especialmente aquellos dirigidos hacia otros usuarios. Los usuarios de secciones de comentarios anónimas de noticias son más proclives a ser maleducados, mediante sarcasmo o calumnias.
Respecto a un reciente citación hostil en California, los comentaristas preguntaron si habrá un "efecto Layfield & Barrett" coartando la libertad de expresión de publicar críticas de trabajos. El 2 de mayo de 2016, a través de sus abogados, Layfield & Barrett y el socio Phil Layfield emitieron una citación sobre Glassdoor pidiendo las identidades on-line de empleados anteriores que hayan publicado críticas extremadamente duras y negativas. Los ejecutivos de Glassdoor afirmaron que lucharían contra la citación al igual que lucharon contra otros esfuerzos de revelar identidades anónimas en el pasado. Otros litigantes en California ha ganado su derecho a publicar críticas de trabajos de forma anónima, pero la ley permanece activamente disputada.

### Efectos en comunidades on-line
Las condiciones de desindividualización, como el “anonimato, auto-conciencia reducida, y auto-regulación reducida”, alimenta la creación de comunidades on-line del mismo modo que podrían ser empleados off-line. Esto se muestra evidente con la proliferación de comunidades como Reddit o 4chan, las cuales utilizan anonimato total o seudonimato, o herramientas como informantes (que añaden anonimato a medios sociales sin anonimato, como Facebook o Twitter), para proporcionar a sus usuarios la capacidad de publicar contenido diverso. El efecto de disinhibición se ha identificado como beneficioso en “hilos de consejo y de discusión al proporcionar un refugio para conversaciones más íntimas y abiertas”.
El "efimeridad" o breve naturaleza, de los posts que existen encima algunos tablones de imagen anónimos como 4chan crea un entorno de carácter acelerado. A fecha de 2009, los hilos de 4chan tenían una vida media de 3,9 minutos.
Existen también investigaciones que sugieren que el contenido que es publicado en tales comunidades tiente también a ser de naturaleza mucho más aberrante de la que sería en otro caso. La habilidad de publicar posts anónimos también ha sido relacionada con la proliferación de pornografía en grupos de noticias y otros foros on-line donde los usuarios utilizan mecanismos sofisticados como los mencionados en tecnología.